# Szopnica
Szopnica (horvátul: Kašinska Sopnica) település Horvátországban, Zágráb főváros Szeszvete városnegyedében. Közigazgatásilag a fővároshoz tartozik.

## Fekvése
Zágráb városközpontjától légvonalban 14, közúton 21 km-re északkeletre, a Medvednica-hegység keleti részének déli lejtőin, a Kašina-patak völgyében fekszik.

## Története
Az első katonai felmérés térképén „Szopnicza” néven található. Lipszky János 1808-ban Budán kiadott repertóriumában „Szopnicza” néven szerepel. Nagy Lajos 1829-ben kiadott művében „Szopnicza” néven 12 házzal, 121 katolikus vallású lakossal találjuk.
A településnek 1857-ben 217, 1910-ben 402 lakosa volt. Zágráb vármegye Zágrábi járásához tartozott. 1941 és 1945 a Független Horvát Állam része volt, majd a szocialista Jugoszlávia fennhatósága alá került. 1991-től a független Horvátország része. 1991-ben lakosságának 93%-a horvát nemzetiségű volt. A településnek 2011-ben 245 lakosa volt.

## Népessége
| Lakosság változása | Lakosság változása | Lakosság változása | Lakosság változása | Lakosság változása | Lakosság változása | Lakosság változása | Lakosság változása | Lakosság változása | Lakosság változása | Lakosság változása | Lakosság változása | Lakosság változása | Lakosság változása | Lakosság változása | Lakosság változása |
| ------------------ | ------------------ | ------------------ | ------------------ | ------------------ | ------------------ | ------------------ | ------------------ | ------------------ | ------------------ | ------------------ | ------------------ | ------------------ | ------------------ | ------------------ | ------------------ |
| 1857               | 1869               | 1880               | 1890               | 1900               | 1910               | 1921               | 1931               | 1948               | 1953               | 1961               | 1971               | 1981               | 1991               | 2001               | 2011               |
| 217                | 136                | 300                | 331                | 356                | 402                | 408                | 359                | 359                | 335                | 314                | 255                | 237                | 190                | 216                | 245                |

## Nevezetességei
A Keresztelő Szent János kápolnát 1965-ben három helyi lakos Ivan Podbrežnjak, Stjepan Motik-Štuc és Ivan Baričević-Ferdo építette. A kápolnához a következő évben kerítés is készült. 1992-ben felújították, majd 2000-ben korszerűsítették. A kápolna Keresztelő János domborművét Branko Kelčec-Keljo készítette. A dombormű azt a jelenetet ábrázolja, amikor János a Jordán vizében megkereszteli Jézust.

## Egyesületek
DVD Kašinska Sopnica önkéntes tűzoltóegyesület